# ゴールデンラヴァーズ
ゴールデン☆ラヴァーズは、プロレスラーの飯伏幸太とケニー・オメガのタッグチーム。

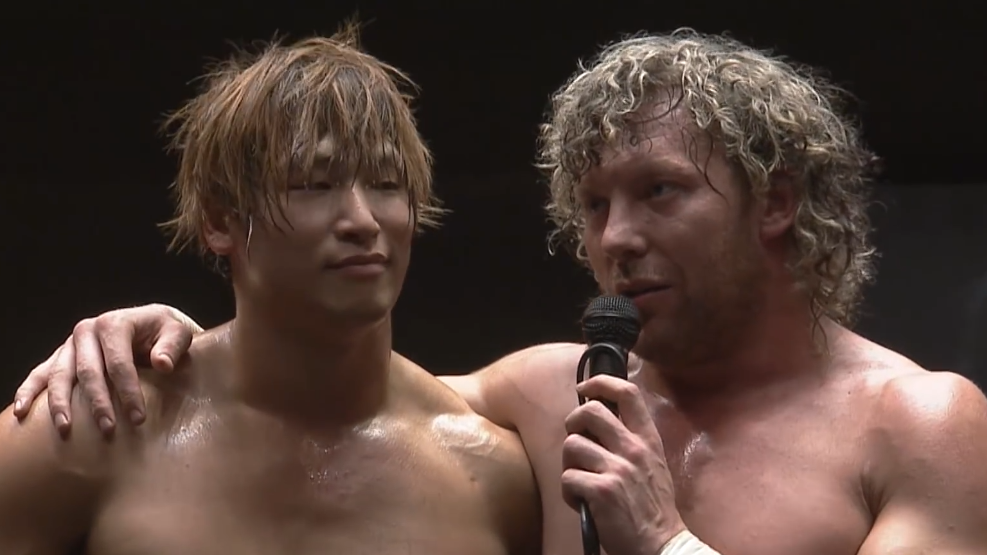
2018年

## 来歴
2008年DDT闘うビアガーデン。飯伏幸太と、このとき初来日したケニー・オメガは、路上・リング上でそれぞれ1本先取した方が勝ちという変則ルールマッチにおいて壮絶な闘いを繰り広げた。試合は飯伏が勝利したが、常人には分からない何かを共有する二人はそれを通じて互いに理解し合い、翌年1月よりタッグを結成。言葉も違いタッグとしてのキャリアも浅かったが、同1月24日には驚異的な連携技「ゴールデン☆シャワー」（後述）を繰り出し、KO-Dタッグ王座を奪取してしまう。
あまりに息のあった連携に当初は週刊プロレスが「ゴールデン・ツインズ」と評していたが、同誌のインタビュー記事においてケニー・オメガが「No twins,Kenny ＆ Ibushi,lovers.」と返答して以来、「ゴールデン☆ラヴァーズ」というタッグ名が公称になったようである。
KO-Dタッグタイトルから陥落した後もタッグは継続し、2010年1月には新日本プロレスにも参戦。度重なるアピール、それぞれのベスト・オブ・ザ・スーパージュニア参戦などで実績を積み上げた結果、2010年10月11日、新日本プロレス両国大会にてIWGPジュニアタッグ王座に挑戦するに至り、田口隆祐&プリンス・デヴィット組からタイトルを奪取。
なお、この試合は、東京スポーツが選定するプロレス大賞において、この年の最優秀試合賞を受賞した。
ジュニアタッグの試合がこの賞に選定されたのは史上初の快挙である。
また、サイトやブログ管理者及びmixiやtwitterのアカウントを所持する一般ファンが投票する「ネットプロレス大賞」、週刊プロレス読者が投票する「2010プロレスグランプリ」でもそれぞれ最優秀試合を受賞した。
2010年11月14日、DDT大阪府立第二体育館大会では、リマッチとなった田口隆祐&プリンス・デヴィット組を相手に初防衛、続く12月26日のDDT後楽園大会で邪道&外道組と対戦し二度目の防衛を果たした。
2011年1月23日、新日本プロレス後楽園大会、田口隆祐&プリンス・デヴィット組を相手に臨んだIWGPジュニアタッグ王座3度目の防衛戦。最後はApollo55の合体技ブラックサンデー（どどん＋ブラディサンデー）で同王座から陥落。
8月14日、新日本プロレス両国大会、Apollo55の持つIWGPジュニアタッグ王座に挑戦したものの、合体技ブラックサンデーでオメガがデヴィットに敗れた。
2013年より飯伏が新日本とのダブル所属になる一方、2014年10月を最後にケニーも主戦場に新日本に移すことが決まったが、飯伏はヘビー級を志願しているため、新日本ではゴールデン☆ラヴァーズの活動は凍結することになった。その後、ケニー・オメガは外国人ヒールユニットBULLET CLUBに加入したため、ゴールデン☆ラヴァーズの復活は無いものとされていた。しかし、2018年1月5日の新日本プロレス後楽園大会において、Codyから制裁を受けていた飯伏をケニーが救出。同月28日の新日本札幌きたえーる大会のメインイベント、ケニー・オメガ対ジェイ・ホワイトに敗れたケニーがCodyやハングマン・ペイジから制裁を受けそうになった場面で今度は飯伏がケニーを救出した。その後二人は抱擁し、2月23・24日のROHとの合同興行においてゴールデン☆ラヴァーズは正式に復活した。２４日の試合後マイクパフォーマンスにて、ケニーが「俺たちこそが、世界最高のタッグチームだ！」と発言。これを受け、ケニーの盟友であるヤング・バックスがヘビー級転向を宣言した。
復活後、飯伏はBULLET CLUB預かりという形になっている。3月10日の新日本愛知大会において、高橋裕二郎、タンガ・ロア、チェーズ・オーエンズと4人タッグを組んで試合に出場。飯伏の入場曲が流れる中でBULLET CLUBのメンバーが入場するという事態が生じた。また、タッグ戦においては、2月23日にゴールデン☆ラヴァーズと3人タッグを組んだチェーズをパートナーとしている。
3月25日、カリフォルニアで開催された「STRONG STYLE EVOLVED」のメインイベントでヤング・バックスと対戦し、勝利を収める。ヤング・バックスとの友情に揺れ、攻撃を躊躇するケニーに対し、飯伏が攻撃を命じるシーンが見られた。4月1日、新日本両国国技館大会でCody＆ハングマン・ペイジ組と対戦。試合を優位に進めるも、終盤で飯伏がCodyの丸め込みでピンフォールを取られ敗戦。復活後はじめての黒星となった。
復活以降、BULLET CLUBのメンバーとの試合が続いていたが、4月30日の新日本姶良大会でザック・セイバー・ジュニア＆TAKAみちのく組と対戦した。
6月9日、ケニーがオカダ・カズチカの持つIWGPヘビー級王座に挑戦し勝利、同ベルト初戴冠を果たす。試合後、リングに現れたヤング・バックスを含め4人で抱き合い、その後のインタビューで新ユニット「ゴールデンELITE」の結成を宣言した。今後、ゴールデン☆ラヴァーズはBULLET CLUB内のユニットとなる「ゴールデンELITE」内のタッグチームということになるが、飯伏はこれまでと同様にBULLET CLUB所属にはならないことをケニーが説明している。
7月8日、新日本サンフランシスコ大会のメインイベントでケニーがCodyを相手に防衛戦を行い。初防衛を果たす。試合後、キング・ハクファミリーがケニーを襲撃。BULLET CLUBは「OG」と「ELITE」に分裂し、ゴールデン☆ラヴァーズは「ELITE」所属となった。
2018年夏のG1 CLIMAXで2人は同ブロックとなった。8月11日の日本武道館大会のメインイベントで6年ぶりの対戦。勝者がBブロックを突破するという状況での試合を行う。勝利した飯伏がBブロックの代表として、8月12日にAブロック代表の棚橋弘至と対戦し敗れる。このG1において、飯伏はチェーズ・オーエンズ、高橋裕二郎とタッグを組んで前哨戦を戦った。
2019年1月にケニーが新日本を退団し、The Eliteを母体とする新団体AEWに合流。飯伏は新日本に残り、チームは再び活動休止に入った。また、ケニーはAEWで飯伏の旧フィニッシャーであるフェニックス・スプラッシュを、飯伏は新日本でケニーのシグニチャー・ムーブであるVトリガーを使うようになった。

## 合体技
- ゴールデン☆シャワー

2人とも同じコーナーに上り、二人一緒にファイヤーバードスプラッシュを行う。2018年復活後は一度も使用されていない。
（2018年12月15日ウィルオスプレイに使用しようとしたがスパニッシュフライで2人投げられ封じられた。）

- ゴールデン☆トリガー

2018年復活後の新フィニッシャー。
復活時点で二人とも膝の打撃技（Vトリガーとカミゴェ）を使用していたことからオメガが考案した。二人で相手の手首を片方ずつ取って身動きを取れなくし、「ゴールデントリガー！」と叫んでから膝を相手の顔面に打ち込む。事実上のツープラトンカミゴェである。
- PKこころ

ケニーが相手をパイルドライバーに抱え、そこに飯伏が飛びつき叩きつける。主にフィニッシャーとして使用される。飯伏がリング上から飛びつく「α」、サードロープから行う「β」、セカンドロープから行う「γ」、トップロープからスワンダイブで行う「Ω」の4種類がある。命名の由来はゲームのMOTHERシリーズで用いられる必殺技「PK○○」（「○○」の部分はゲームのプレイヤーが自由に設定する）。「こころ」とした理由は、二人が愛し合っていること及び技をかけている二人のポジションがハート型に見えることを表現したため。
- PKスターストーム

「PKこころΩ」と形は同じで、最後をSSDで落とす。
- クロス・スラッシュ

2人同時にコーナーで刀を振るう動作をし「クロススラッシュ！」と叫び、対角線に走り込んでの同時ケブラーダ。名前の由来はゲームクロノ・トリガーの「X斬り」（英語ではX-slash）から。
2018年復活後、飯伏がBULLET CLUBのメンバーと組んでタッグマッチを戦う際に応用技が使われている。チェーズ・オーエンズとのタッグではチェーズのみトップロープを飛び越えてエプロンから場外の敵にスーパーキックを浴びせ、飯伏・ケニー・チェーズ・高橋裕二郎の4人タッグでは飯伏とケニーがクロス・スラッシュをする一方で、チェーズと高橋がトペ・スイシーダを披露した。
- ゴールデン☆アルマゲドン

2人でコーナートップへ担ぎ上げ、飯伏が仕掛ける雪崩式シットダウンパワーボム。
- ゴールデン☆アポカリプス

上記ゴールデンアルマゲドンを雪崩式ドリル・ア・ホールパイルドライバーで仕掛ける。
同時のグラウディングシューティングスタープレス、ケニーの波動拳から飯伏のジャーマンスープレックスなど名前の付いていない連携技は他にもある。

## タイトル歴
DDTプロレスリング
- KO-D無差別級王座…第29代、第42代、第44代
- KO-Dタッグ王座…第28代、第49代
- KO-D6人タッグ王座…第3代、第9代
- KO-D無差別級挑戦者決定トーナメント…2009年優勝
- KING OF DDTトーナメント…2012年優勝

新日本プロレス
- IWGPジュニアヘビー級王座…第61代、第64代、第67代
- IWGPジュニアタッグ王座…第27代
- BEST OF THE SUPER Jr.…2011年優勝
- IWGPヘビー級王座…第66代
- NEVER無差別級王座…第22代

全日本プロレス
- 世界ジュニアヘビー級王座…第31代

プロレス大賞
- 年間最高試合賞（ベストバウト）（2010年）

日本インディー大賞
- ベストバウト（2011年、2012年、2014年）